# Black Daisy
«Black Daisy» — ірландський рок-гурт, який разом з Шинейд Малві представляв свою країну на пісенному конкурсі Євробачення 2009 з піснею «Et Cetera» (укр. «І так далі») .

## Історія
Гурт був утворений у Дубліні в 2007 році. До первинного складу входили Стеффен Кефрі (англ. Steff Caffrey, гітара, вокал), Ніколь Біллінгс (англ. Nicole Billings, бас-гітара, бек-вокал) Аста Міллерін (англ. Asta Milleriene; ударні) і Леслі-Енн Хелві (англ. Lesley-Ann Halvey англ;. вокал). Пізніше Стеффен Кефрі покинула групу.

## Євробачення 2009
20 лютого 2009 року учасниці гурту, разом зі співачкою Шинейд Малві виграли ірландський відбірковий конкурс на Євробачення, з піснею «Et Cetera». 14 травня група виступила на конкурсі (у другому півфіналі). Виступ пройшов не дуже вдало. І з результатом у 52 бали група фінішувала 11, не відставши всього на кілька балів від десятої позиції, що дозволила б їм пройти у фінал Євробачення. найбільше балів (10) ірландські конкурсантки отримали від Данії. У березні 2009 року було знято відеокліп до пісні «Et Cetera».

## Сингли та відео
- 2008 — «Disturbing new Fashion»
- 2009 — «Et Cetera»